# Línea 114 (Montevideo)
La línea 114 fue una línea urbana de Montevideo unía la Plaza España con el Puente Carrasco circulando por la Avenida Italia.

## Características
Con un recorrido similar al de la línea 108, partía desde la Ciudad Vieja hacia el barrio de  Carrasco, teniendo como destino la intersección de la Avenida Italia y Rafael Barradas. Hasta los años sesenta en algunas ocasiones su recorrido era extendido hacia Lagomar. Pero una disposición departamental obligó a todas aquellas líneas que se excedían del límite departamental a cambiar su denominación o por lo contrario crear nuevas líneas. Tras dicha resolución la línea 114 comenzaría a tener como destino definitivo el puente de Barradas, mientras que el servicio hacía Lagomar comenzaría a ser operado por la línea 214. 
En el año 2002 debido a ciertas modificaciones en el transporte de la ciudad, la Intendencia de Montevideo, resolvió dar de baja dicho servicio y sustituirlo con la creación de dos líneas locales, las líneas L20 y L21 y la extensión de la línea 64.

## Recorridos
Círculo por los barrios Ciudad Vieja, Centro, Cordón, Tres Cruces, Parque Batlle, La Blanqueada, La Unión, Malvín, Malvín Norte, Punta Gorda, Carrasco y Carrasco Norte.
| Ida - Plaza España - Ciudadela - San José - Ejido - Avenida 18 de Julio - Constituyente - José Enrique Rodó - Pablo de María - Avenida 18 de Julio - Bulevar Artigas - Avenida Italia, hasta límite departamental. - Puente Carrasco | Vuelta - Puente Carrasco - Avenida Italia - Salvador Ferrer Serra - Acevedo Díaz - Colonia - Florida - Circunvalación Plaza Independencia - Juncal - Reconquista - Camacuá - Plaza España |